# سلاویتین ناد متویی
سلاویتین ناد متویی (به لاتین: Slavětín nad Metují) یک منطقهٔ مسکونی در جمهوری چک است که در ناحیه ناخود واقع شده‌است. سلاویتین ناد متویی ۵٫۵۵ کیلومتر مربع مساحت و ۳۵۰ نفر جمعیت دارد و ۲۶۸ متر بالاتر از سطح دریا واقع شده‌است.